# Klubben (Lindås)
Ne doit pas être confondu avec Klubben.
Klubben est une île dans le landskap Sunnhordland du comté de Vestland. Elle appartient administrativement à Lindås.

## Géographie
Rocheuse et désertique à l'exception de bosquets, à fleur d'eau, elle s'étend sur environ 97 m de longueur pour une largeur approximative de 48 m. 